# Colin Faver
Colin Faver est un DJ britannique dont la notoriété c commencé à la fin des années 1970 et qui a eu une influence importante dans les clubs britanniques. Il a principalement été influent dans la house et la techno jusqu'à la fin des années 1990. Il était également connu en tant que stalwart à Kiss FM (en) et fut précurseur en jouant dans les concerts de punk,.
Il joue avec Mr. C et Evil Eddie Richards (en) au Camden Palace, lorsque la radio Kiss FM est encore illégale.

## Biographie
Colin Fever né dans l'Est londonien le 24 décembre 1961.
Il commence à jouer lorsqu'il entre au magasin d'enregistrements Small Wonder Records. Il devient alors un grand fan du punk et de la new wave.
Vers 1983 et 1984 il pratique le rap de rue pendant 2 ans.
En 1991, il crée le label Rabbit City Records avec Gordon Matthewman (ou DJ Edge).
Il décède le samedi 5 septembre 2015 à 53 ans,.

### Vidéographie
- This Ain`t Chicago[10]